# Ebela
Ebela is een Bengaalse krant die uitkomt in Kolkata en Howrah in de Indiase deelstaat West-Bengalen. Het wordt uitgegeven door de ABP Group, die ook de dagbladen Anandabazar Patrika en The Telegraph uitgeeft. De tabloid telt 32 pagina's en richt zich op jongere lezers.